# 四日市コンビナート

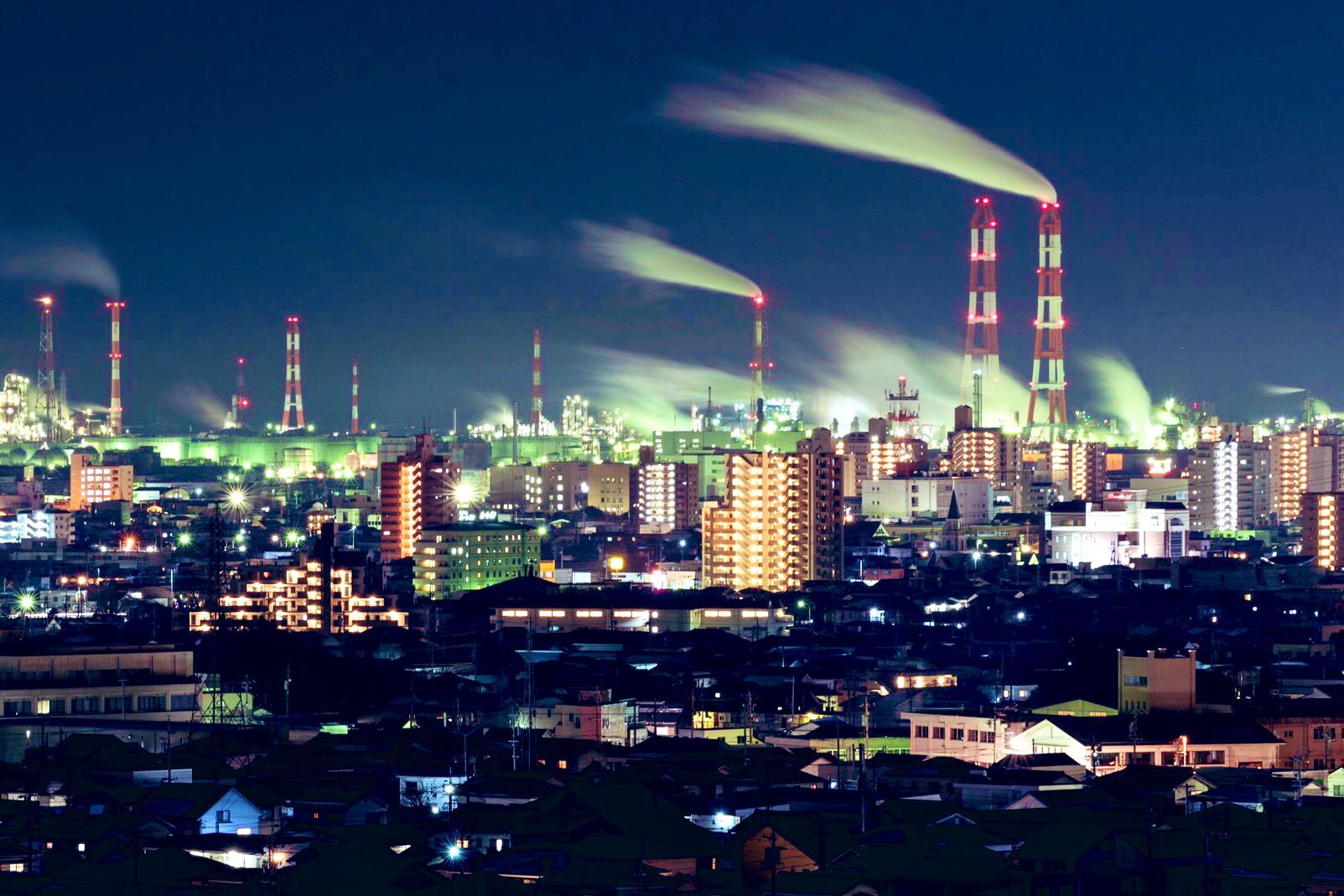
四日市コンビナートの夜景

四日市コンビナート(よっかいちコンビナート)は、三重県四日市市にある石油コンビナートである。
当コンビナートは、造成順で、第1コンビナート(塩浜地区)と第2コンビナート(午起地区)および第3コンビナート(霞ヶ浦地区)の、3箇所の地区から成る。
第2次池田内閣(1960年12月8日成立)において1960年12月27日に閣議決定された『国民所得倍増計画』は重化学工業を軸に経済成長を目指す政策であった。
既存の四大工業地帯の周辺に鉄鋼·石油精製·石油化学·火力発電所を結ぶコンビナートを造る『太平洋ベルト地帯構想』が要締の一つであり、そのトップを切ったのが四日市コンビナートであった。

## コンビナート形成と公害発生から現在まで
初の公選市長である吉田勝太郎(8代四日市市長·10代四日市市長)と吉田千九郎(9代四日市市長)が、コンビナートを誘致の計画と【旧】大日本帝国海軍の第2燃料廠の跡地を【旧】三菱財閥系の三菱油化·三菱化成工業·三菱モンサント化成やシェル石油と資本提携していた昭和石油をはじめとする企業などへの、激しい企業間競争の末の、払い下げで、コンビナート施設を建設するための下地を整えた。
(11代四日市市長)の平田佐矩が日本で最初のコンビナートを誘致した。
原油から蒸留分離されたナフサなどが各工場間をパイプライン輸送されて、石油化学製品が製造された。
当時、四日市の都市計画を作った東京大学の都市工学科のグループは、石炭を使った戦前型の古い工業地帯と違って石油を軸にした最新鋭の設備であるから「太陽と緑の新しい工業空間」になる、と海外にまで紹介した。
コンビナートの誘致に成功した四日市市は、全国の地方自治体の羨望の的であったが、当時は公害対策の考えが乏しかったこともあり、地域開発の旗手だと思われていたコンビナートが後に四日市ぜんそくとして全国的に知られる深刻な大気汚染公害を引き起こし、大きな問題となった。
1972年7月24日に四日市ぜんそくの公害訴訟の判決があり、津地方裁判所四日市支部は第1コンビナート(塩浜地区)と第2コンビナート(午起地区)に立地していた被告の6社(石原産業·中部電力·昭和四日市石油·三菱油化·三菱化成工業·三菱モンサント化成)を共同不法行為があったと認定して原告9人への賠償を命じた。
現在では、有害物質の排出が規制され、公害も収束してきている。
近年では、四日市コンビナートの事業所が共同で、三重大学の(化学とは関係の薄い)機械や電気·電子を専攻する学生を対象に見学会を開催している。
四日市コンビナート内の事業所は、第2コンビナート(午起地区)形成当時と第3コンビナート(霞ヶ浦地区)形成当時のそれぞれについて、四日市公害と環境未来館によって纏められている。

### 第1コンビナート(塩浜地区)
当コンビナートは四日市市長(当時)の吉田千九郎および吉田勝太郎によって誘致された。なお、稼働する頃には四日市市長は平田佐矩に代わっている。
嘗て、この地区の企業によって、磯津地区·塩浜地区·三浜地区·浜田地区·日永地区·三重郡楠町に公害が拡大し、塩浜ぜんそく(初期の四日市ぜんそく)の原因となった。
公害対策として、初めは煙突を高くしたが、効果が見られなかった。
次に、硫黄酸化物削減方法として、硫黄分の少ない原油の輸入の増加と国と企業による脱硫装置の研究開発がなされ、大気汚染が改善された。
現存稼働している事業所
石原産業 四日市工場 ‐ 1941年1月設立
石原エンジニアリングパートナーズ
昭和四日市石油 四日市製油所 ‐ 1957年11月設立
コスモ石油 塩浜油槽所 ‐ 1958年6月設立
三菱ケミカル(⟮旧⟯三菱油化) 三重事業所 ‐ 1959年5月設立
三菱ケミカルシステム 中部センター
三菱ケミカルエンジニアリング 四日市事業所
MECT 中部事業所
三菱ケミカルフーズ 受注物流グループ
三菱ケミカル物流 YCF立体倉庫
四日市合成 本社 四日市工場 ‐ 1959年10月設立
ENEOSマテリアル  四日市工場 ‐ 1960年4月設立
パナソニック電工 四日市事業所 ‐ 1961年4月設立
パナソニック電工 四日市事業所 南工場
パナソニック電工四日市 南四日市工場
パナソニックデバイスマテリアル四日市
三菱ケミカル(⟮旧⟯三菱油化·三菱化学MKV·三菱樹脂) 四日市事業所 川尻工場 ‐ 1962年1月設立
E‐TEC 本社·四日市工場·研究所 ‐ 1963年設立
JSP 四日市第一工場 ‐ 1963年2月設立
JSP 四日市研究所
味の素(⟮旧⟯クノール食品) 東海工場 ‐ 1963年4月設立
BASFジャパン 六呂見工場 ‐ 1963年2月設立
三菱ガス化学 四日市工場 ‐ 1963年設立
三菱ケミカル 三田タンクヤード ‐ 1967年4月設立
東邦化学工業 四日市工場 ‐ 1967年10月設立
エラストミックス 本社·四日市工場 ‐ 1967年10月設立
日本アエロジル 四日市工場 ‐ 1968年11月設立
大陽日酸エネルギー 三重支店 四日市営業所 ‐ 1968年8月設立
日本トランスシティ タンクヤード ‐ 1969年8月設立
四日市合成 六呂見分工場 ‐ 1968年11月設立
三菱マテリアル 四日市工場 ‐ 1972年6月設立
昭石化工 四日市工場 ‐ 1989年10月設立
三菱ケミカル(⟮旧⟯日本エタノール) 四日市事業所 大治田工場 ‐ 1972年4月設立
ロンビック 四日市工場
三菱ケミカル物流 SE雨池倉庫
日通·パナソニックロジスティクス 四日市事業所
ライオン·スペシャリティ·ケミカルズ(⟮旧⟯ライオンアクゾ·⟮旧⟯ケッチェンブラック·インターナショナル) 四日市事業所 ‐ 1980年7月設立
中部海運 本社事務所·東邦町製品ターミナル·サカエ倉庫 ‐ 1982年4月設立
新菱 三重工場
リサイクルテック 三重工場
スズカファイン 本社
太陽化学 研究所·塩浜工場
中部エコテクノロジー
テクノポリマー 開発研究所
日本カラリング 本社·工場
MCCアドバンスドモールディングス(⟮旧⟯三菱油化·油化電子) 本社·工場
ユニオン昭和 四日市工場

### 第2コンビナート(午起地区)
当コンビナートは四日市市長(当時)の平田佐矩によって誘致された。なお、稼働する頃には四日市市長は九鬼喜久男に代わっている。
この地区の企業によって、大気汚染公害がさらに四日市港周辺の臨海部の地区に拡大し、四日市ぜんそくへと問題が拡大していった。
午起地区は、嘗ては白砂青松の地であったが、埋め立て事業が1957年に田中覚三重県知事(当時)によって施行された。
四日市市営住宅と分譲住宅が建てられ、大協石油を中心企業とする第2四日市コンビナート造成されるのと同時期に国鉄が午起駅が臨時駅として設置した。
四日市ぜんそくの被害が東橋北地区·西橋北地区·海蔵地区·納屋地区·中部東小学校区と中部西小学校区の共同地区·同和地区·中央地区·港地区·羽津地区に拡大した。
現存稼働している事業所
日本板硝子 四日市工場 ‐ 1936年12月設立
第一工業製薬 四日市工場 千歳工場 ‐ 1939年4月設立
コスモ石油 第一陸上出荷場·第二陸上出荷場
コスモ石油 四日市製油所 ‐ 1943年7月設立
コスモ石油ルブリカンツ 四日市工場
コスモ石油ルブリカンツ 四日市トレーニングセンター
JERA(⟮旧⟯中部電力) 四日市火力発電所 ‐ 1963年6月設立
KHネオケム 四日市工場 午起製造所 ‐ 1963年10月設立
レゾナック・ガスプロダクツ(⟮旧⟯昭和炭酸) 四日市工場 ‐ 1969年4月設立

### 第3コンビナート(霞ヶ浦地区)
当コンビナートは九鬼喜久男四日市市長(当時)によって誘致された。
富田浜地区の富田浜海水浴場と霞ヶ浦地区の霞ヶ浦海水浴場の沖合を埋め立てた人工島(ポートアイランド)のシドニー港通り(霞一号幹線)を挟んだ南側が該当する。
当初はこの地区に八幡製鉄所の誘致計画が有った。
このコンビナートが発足したのは、四日市公害裁判判決が下りたのと同年の、1972年であった。
現存稼働している事業所
第一工業製薬 四日市工場 霞工場 ‐ 1939年4月設立
コスモ石油 四日市霞発電所 ‐ 1943年7月設立
KHネオケム 四日市工場 霞ヶ浦製造所 ‐ 1970年4月設立
協和発酵ケミカル(⟮旧⟯協和油化) 四日市工場 霞ヶ浦製造所
東ソー 四日市事業所 ‐ 1971年4月設立
大洋塩ビ 四日市工場·技術研究センター ‐ 1971年4月設立
霞共同事業 ‐ 1971年6月設立
上野製薬 四日市工場 ‐ 1971年6月設立
四日市オキシトン ‐ 1972年4月設立
DIC(⟮旧⟯大日本インキ化学工業) 四日市工場 ‐ 1974年7月設立
四日市エルピージー基地 霞事業所 ‐ 1983年11月設立
JERA 四日市LNGセンター ‐ 1987年4月設立
BASFジャパン 四日市霞工場 ‐ 1988年9月設立
BASFジャパン R&D
東邦ガス 四日市工場 ‐ 1991年10月設立
丸善石油化学(⟮旧⟯日曹油化) 四日市工場
日本ポリプロ 四日市工場
JNC石油化学 四日市工場
POSCO Japan PC 四日市工場·四日市PIPE工場 ‐ 2009年7月6日設立

## 沿革
- 1959年5月 (66年前) 第1コンビナート(塩浜地区)の発足
- 1963年6月 (61年前) 第2コンビナート(午起地区)の発足
- 1972年2月 (53年前) 第3コンビナート(霞ヶ浦地区)の発足
- エボニック（モノシラン ジャパン）四日市工場 - ドイツ企業であり、日本進出として石油化学産業が盛んな四日市市に工場を建設した。2011年（平成23年）にドイツのクリスティアン・ヴルフ大統領による視察が行われた。2012年（平成24年）9月30日閉鎖した。

## 観光
旅客船での遊覧による四日市コンビナートのクルーズが催されている。
かつては、四日市市都市整備公社所有のもとで、四日市ポートサービスが旅客船『いなば』および『いなば2』で日中·夕方·夜のクルーズが運行されていた。
これらは、日露首脳会談の日程の最中の1998年4月19日に日本の橋本龍太郎首相(当時)とロシアのボリス·ニコラエヴィチ·エリツィン(ロシア語: Борис Николаевич Ельцин)大統領(当時)が城ケ崎海岸沖で釣りをするために、四日市市から伊東市に派遣されたことで有名である。
後年、本事業はセラヴィ観光汽船に引き継がれるも、同社の経営難により、2008年に運航が中止された。
その後は、第一観光によって、旅客船『第二志ほかぜ』と『はやぶさ』で、夜間クルーズや貸し切りクルーズが運行されている。
また、同社によるバスや勢の國交通のタクシーで陸地側からコンビナートを周遊することもできる。

## ギャラリー

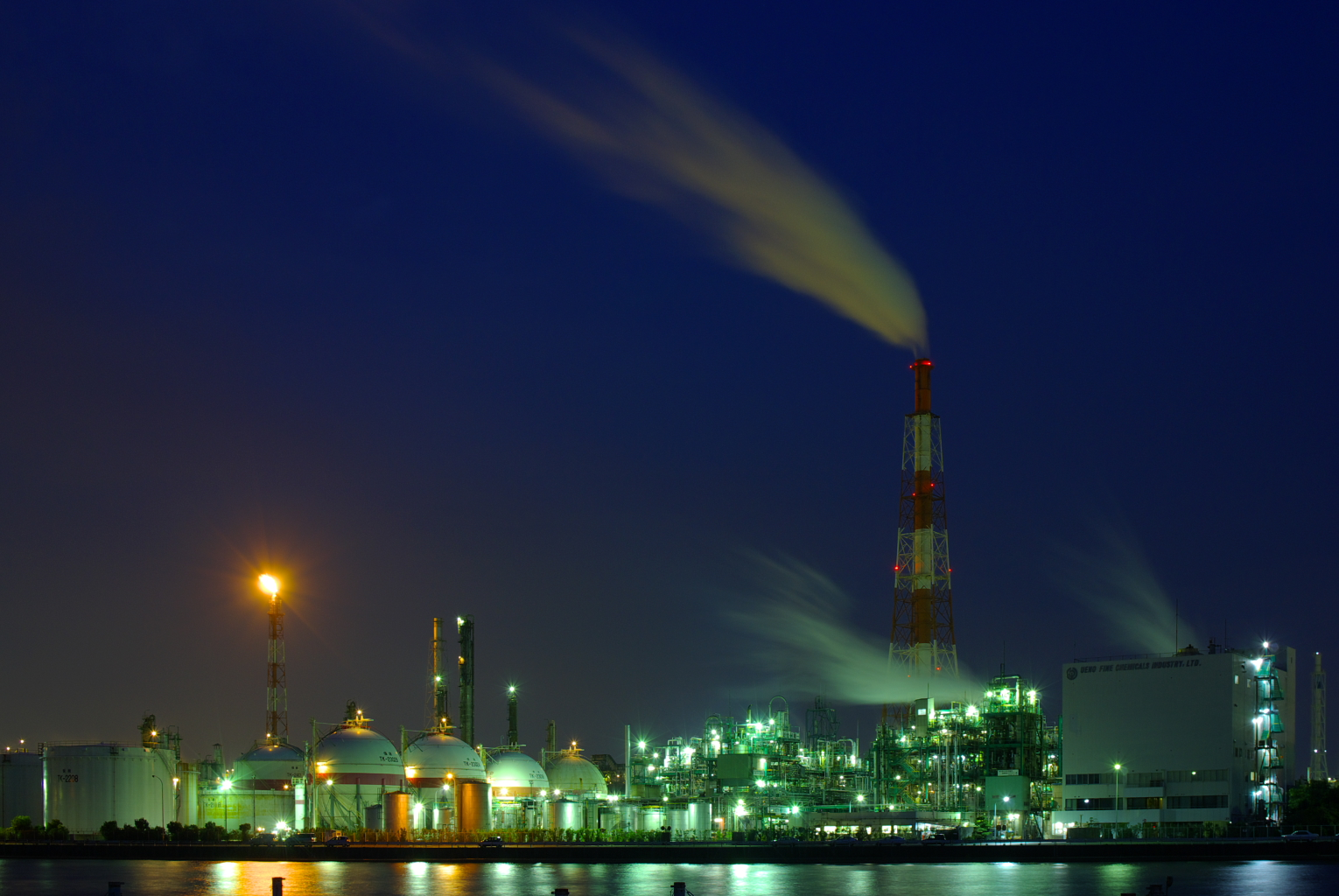
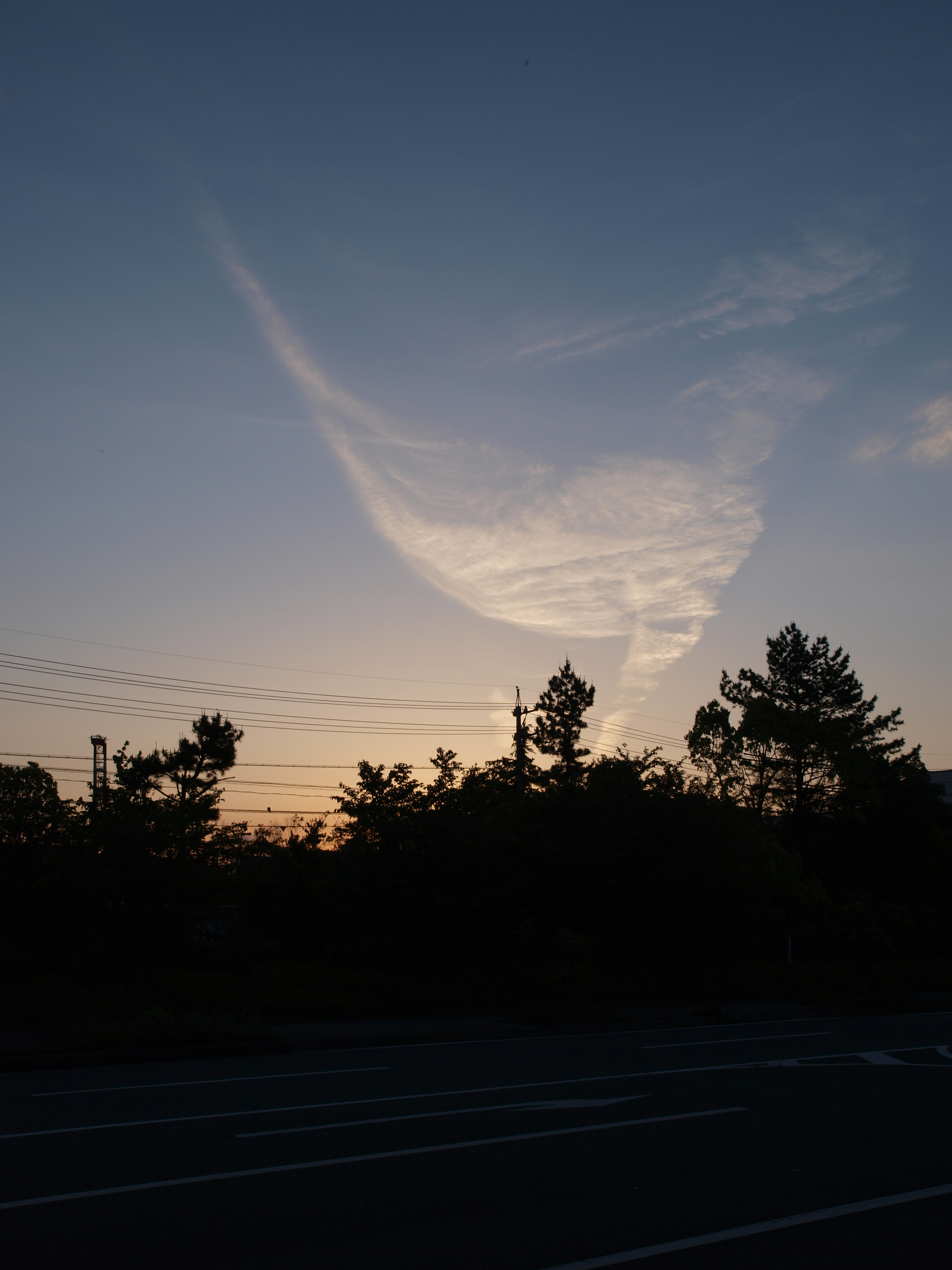
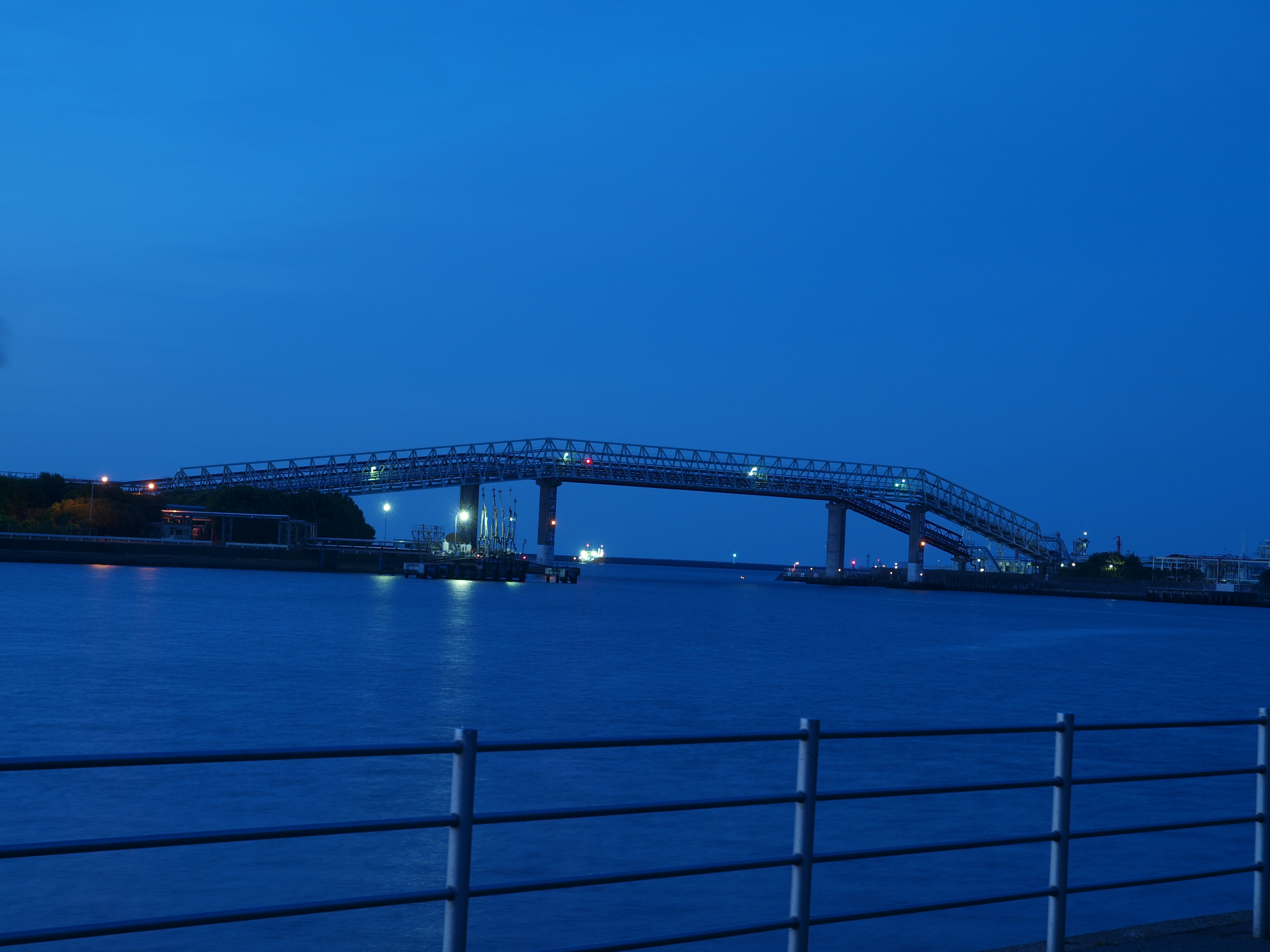
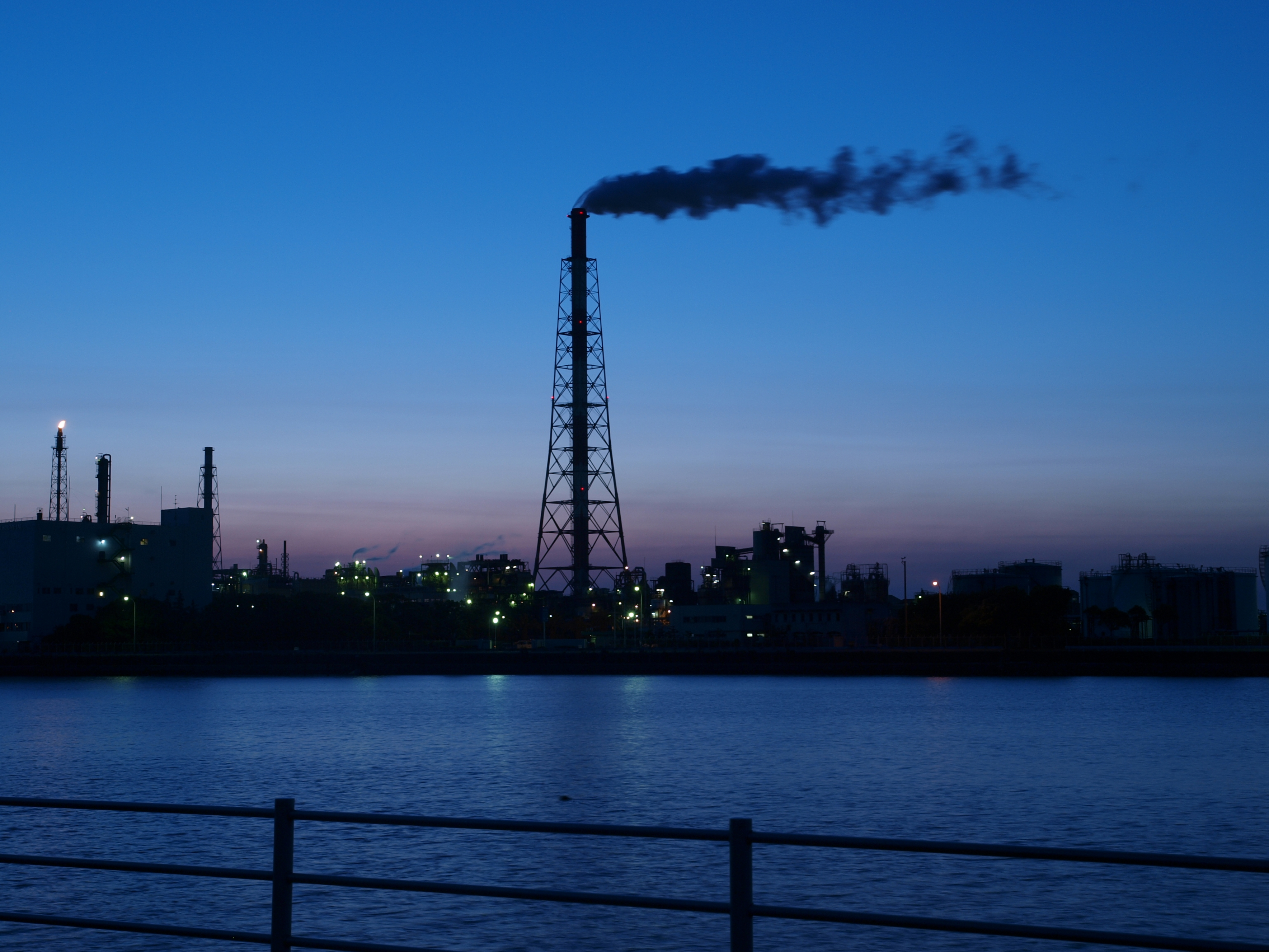
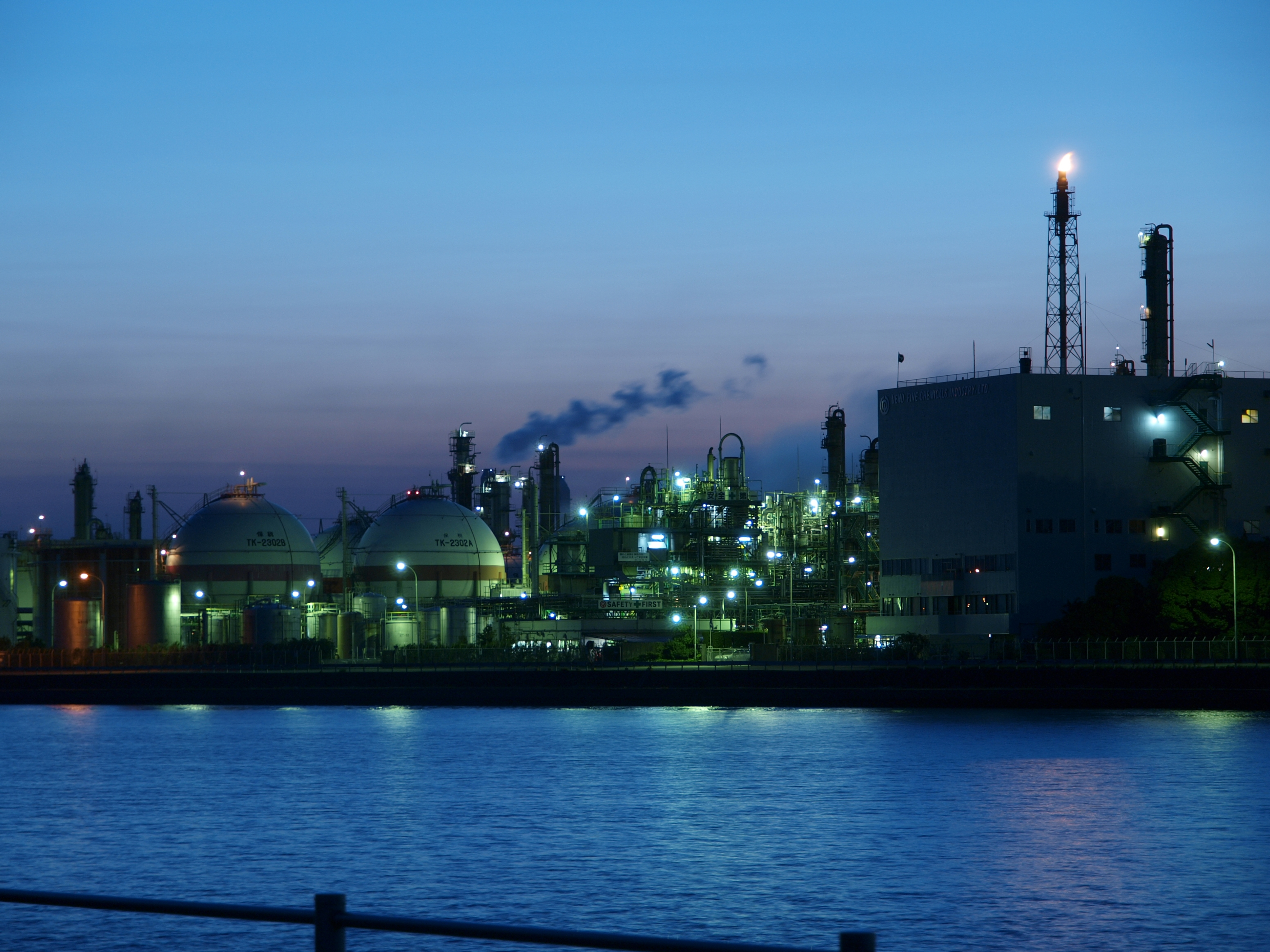
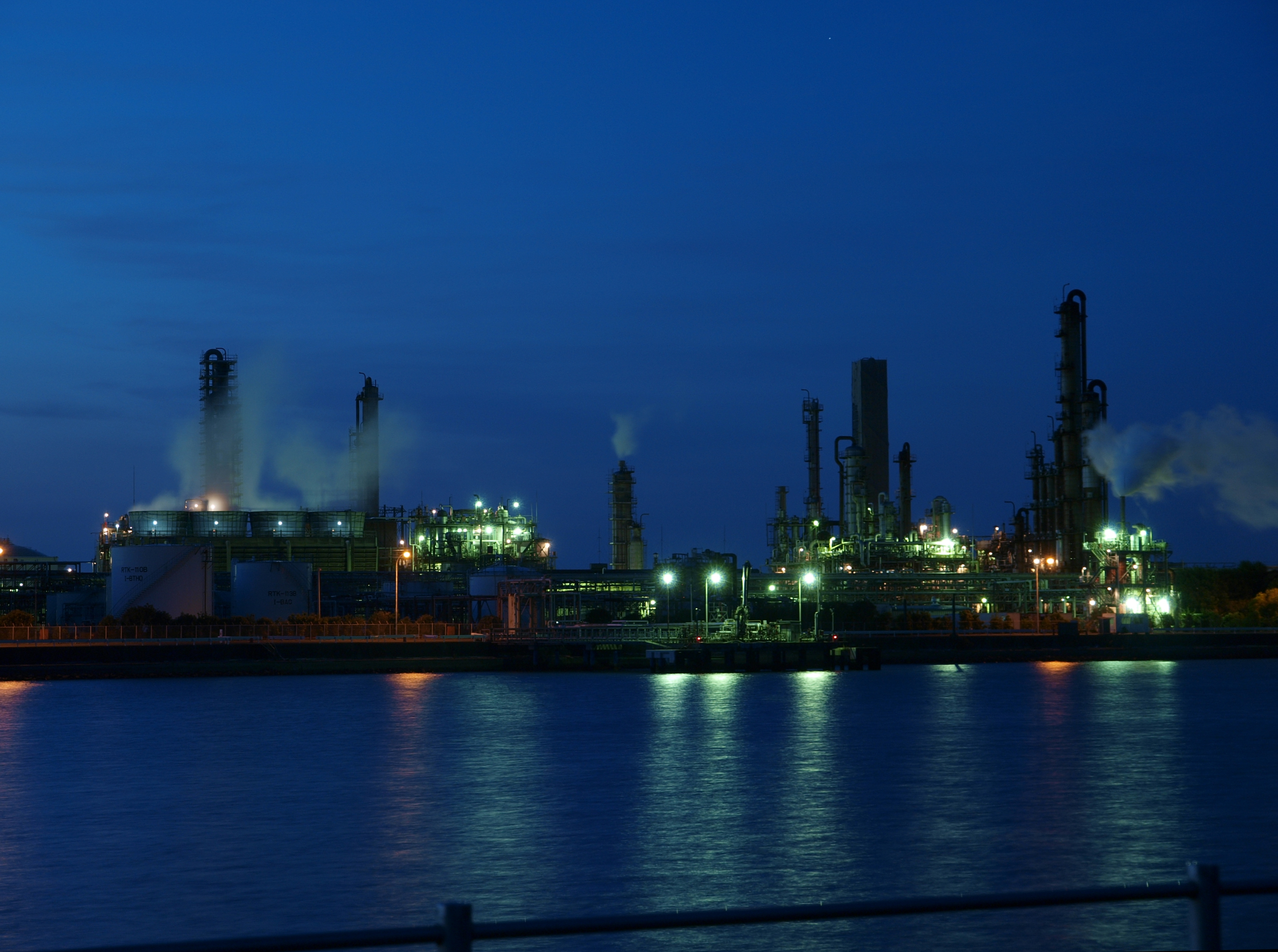
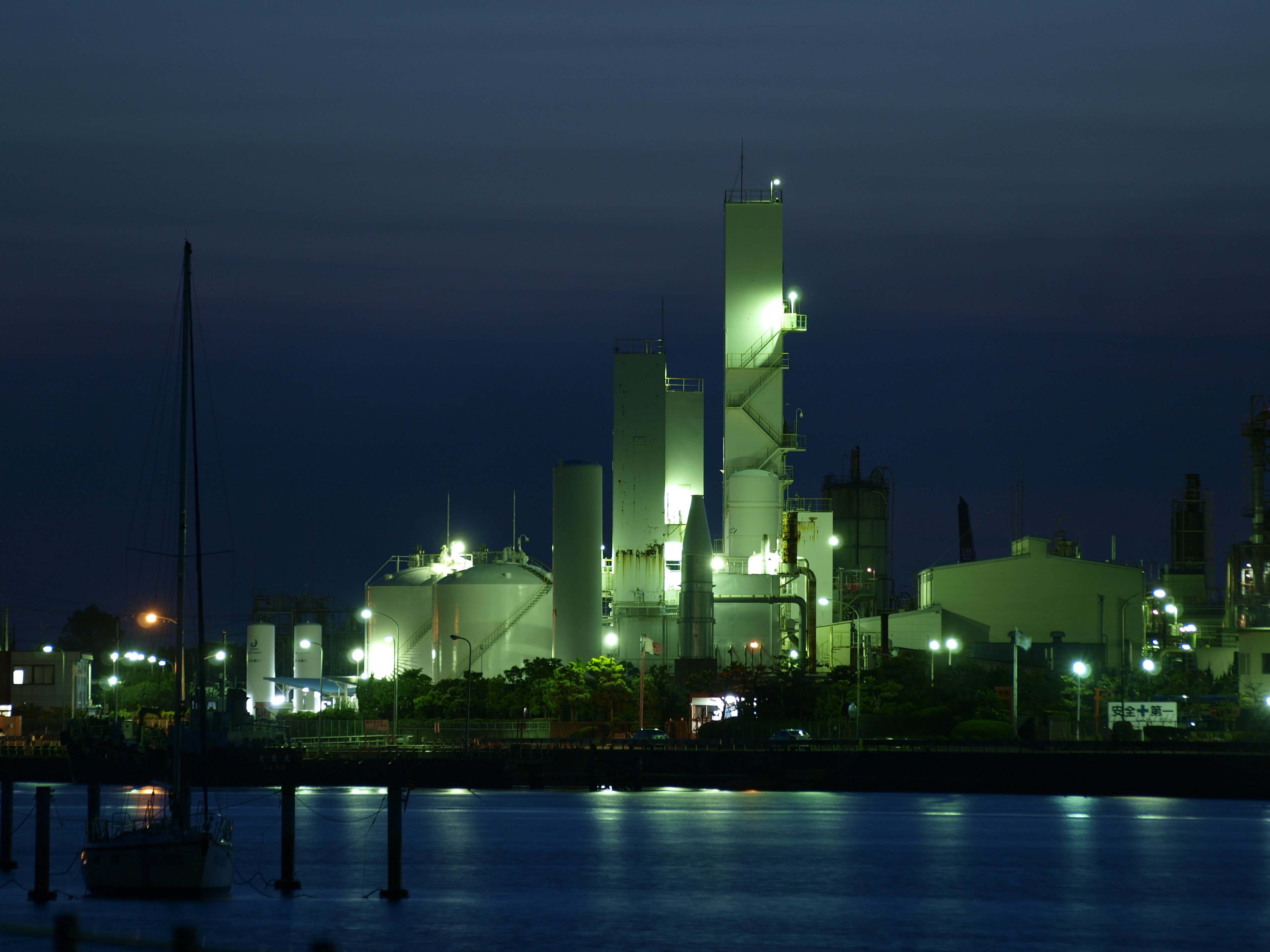
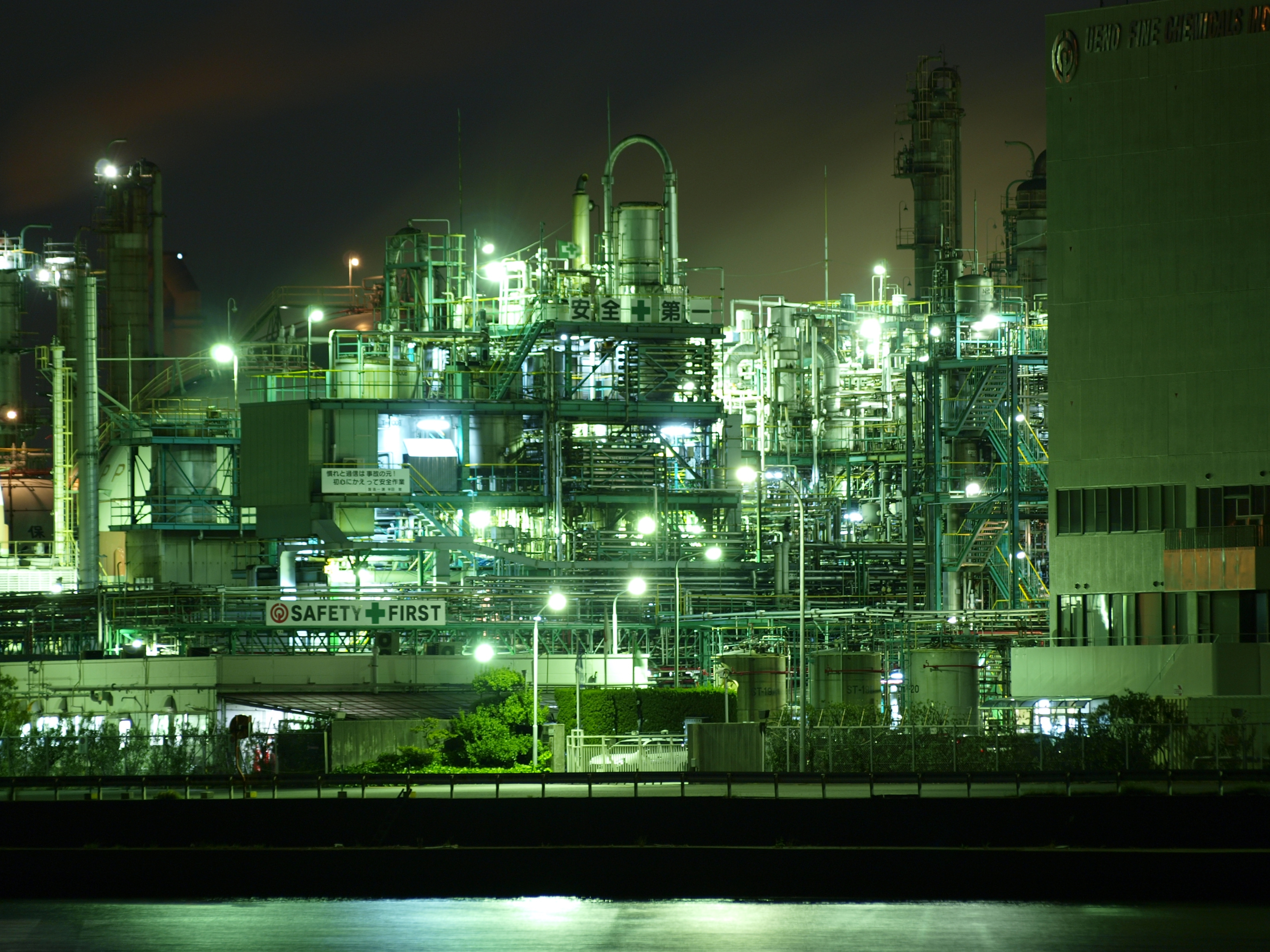
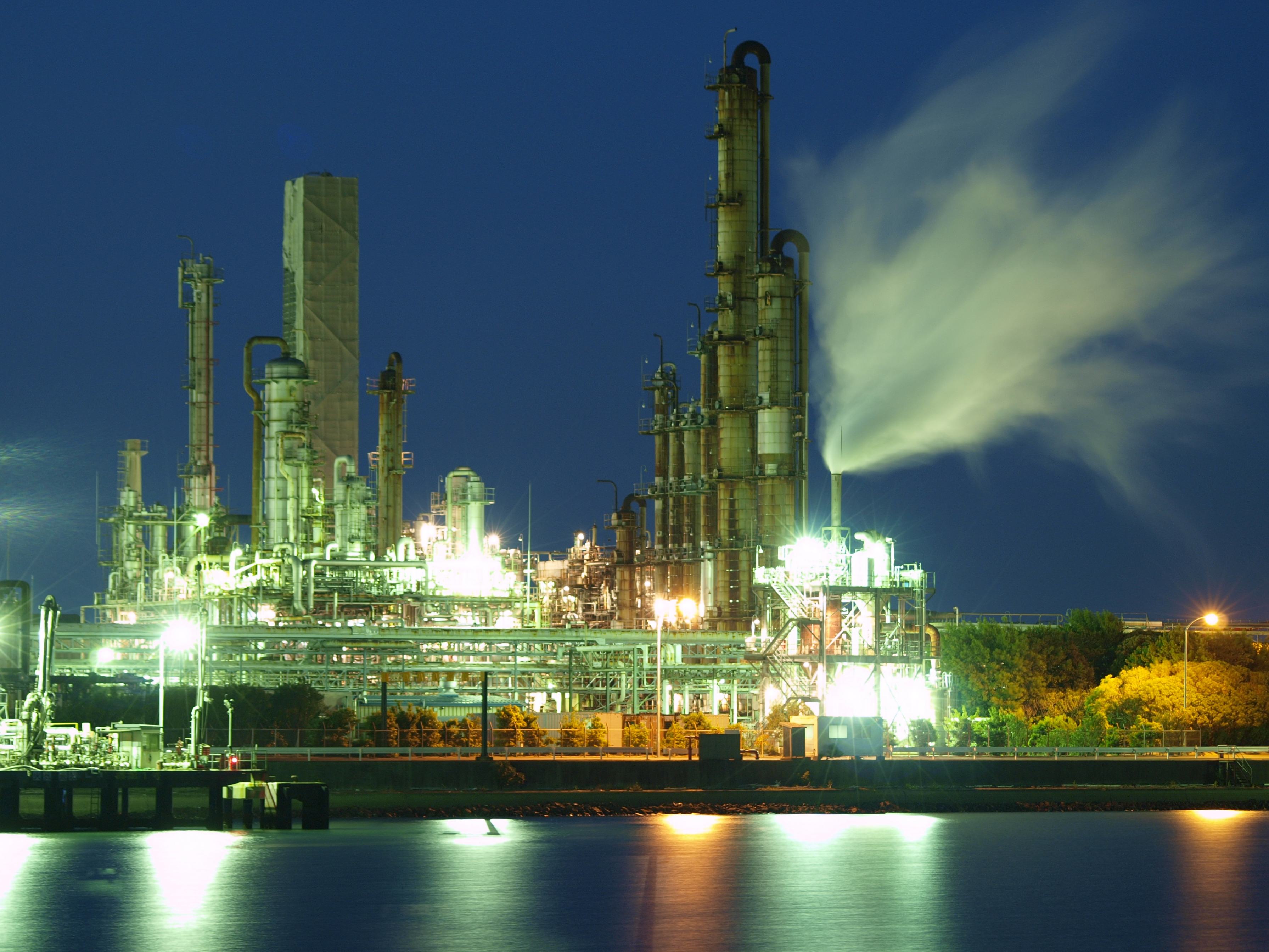
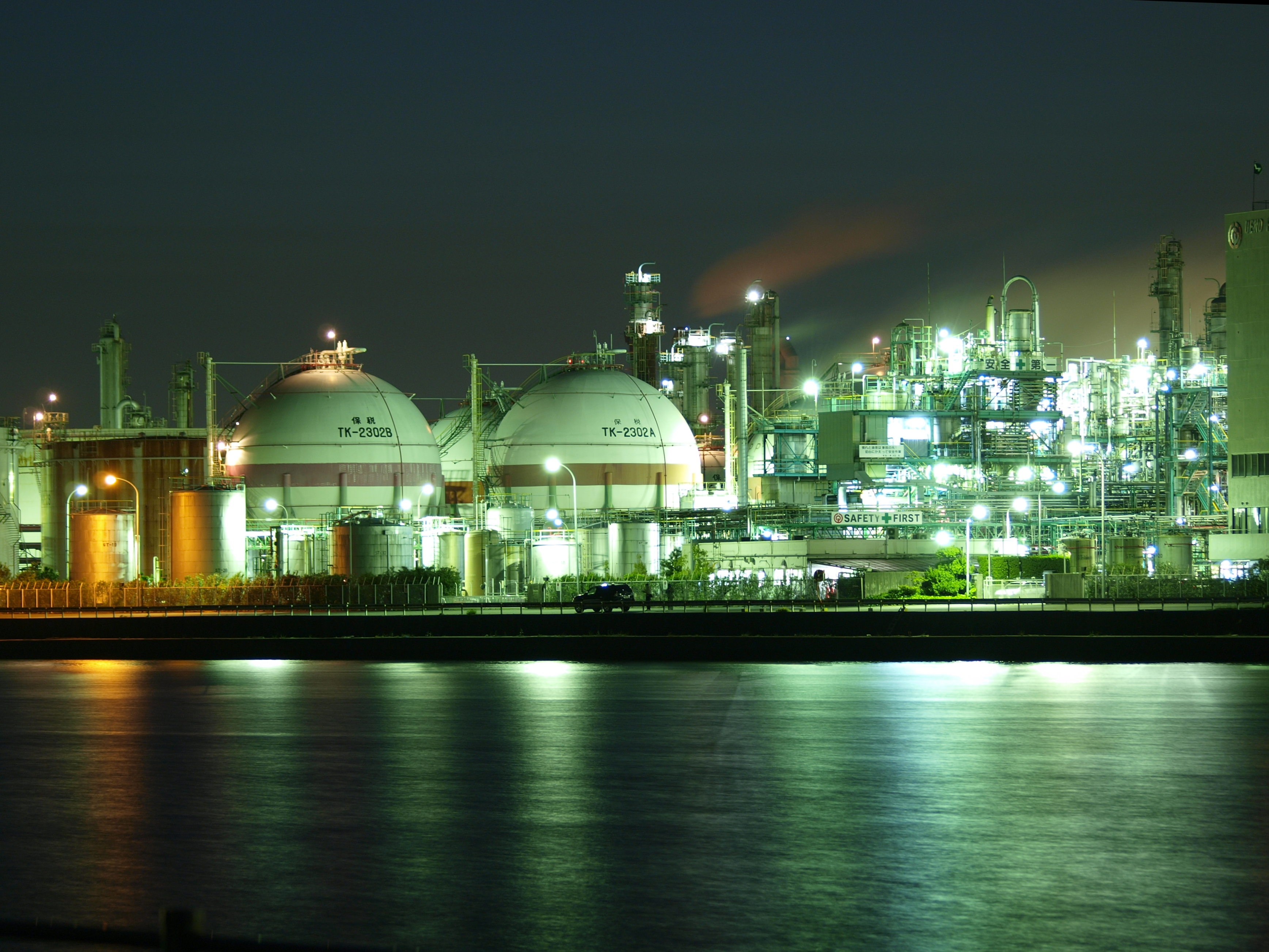
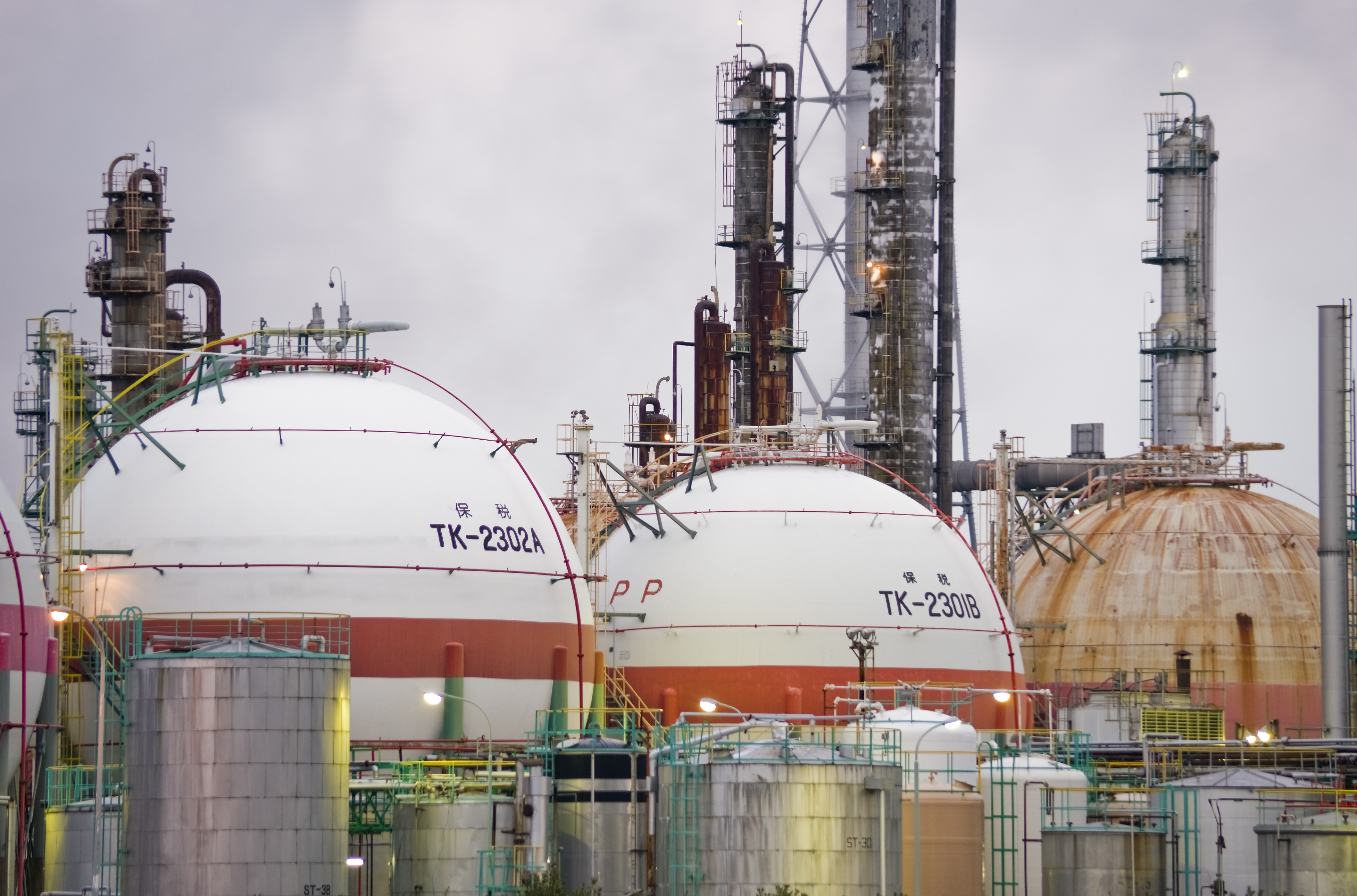
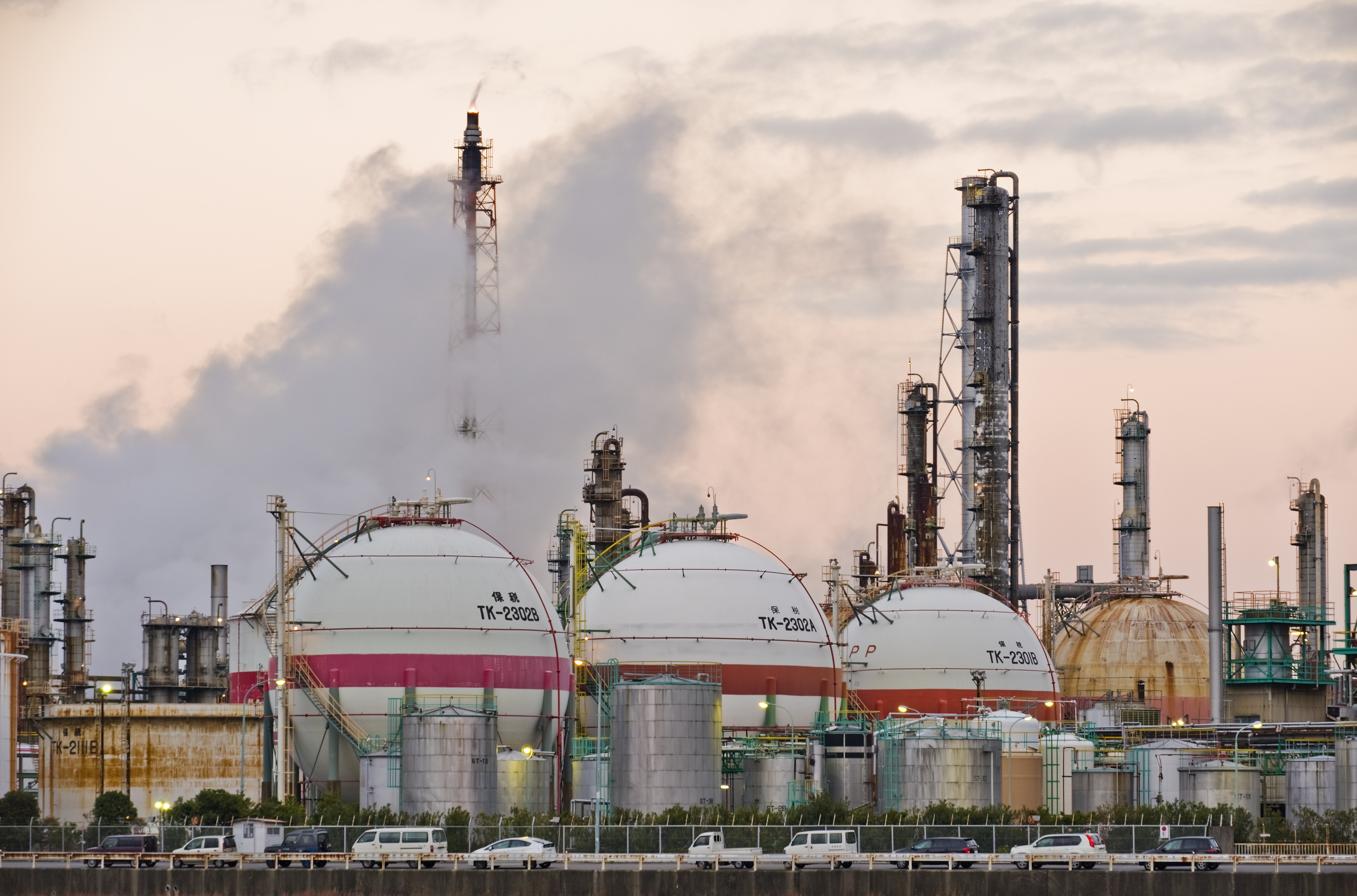
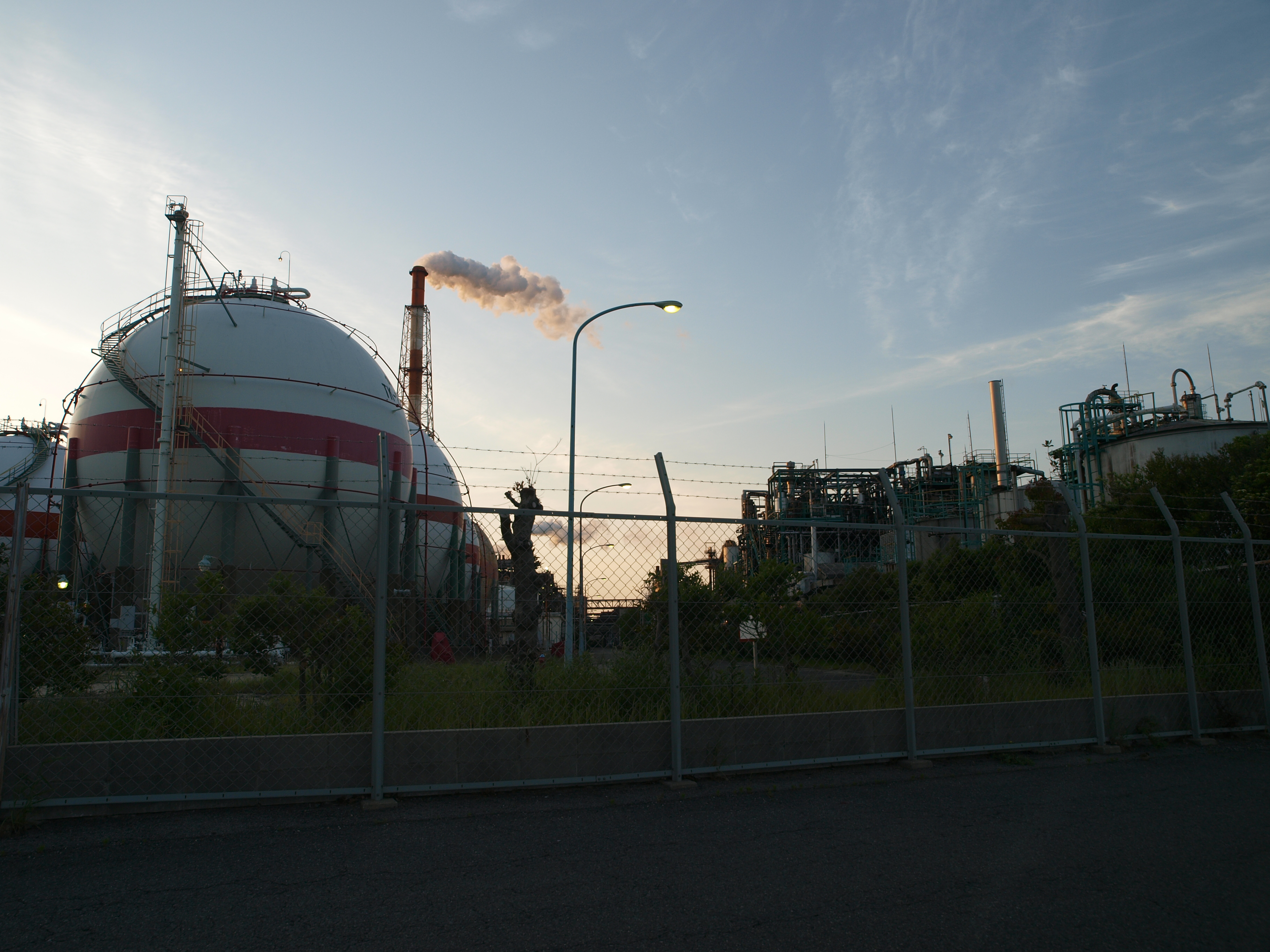
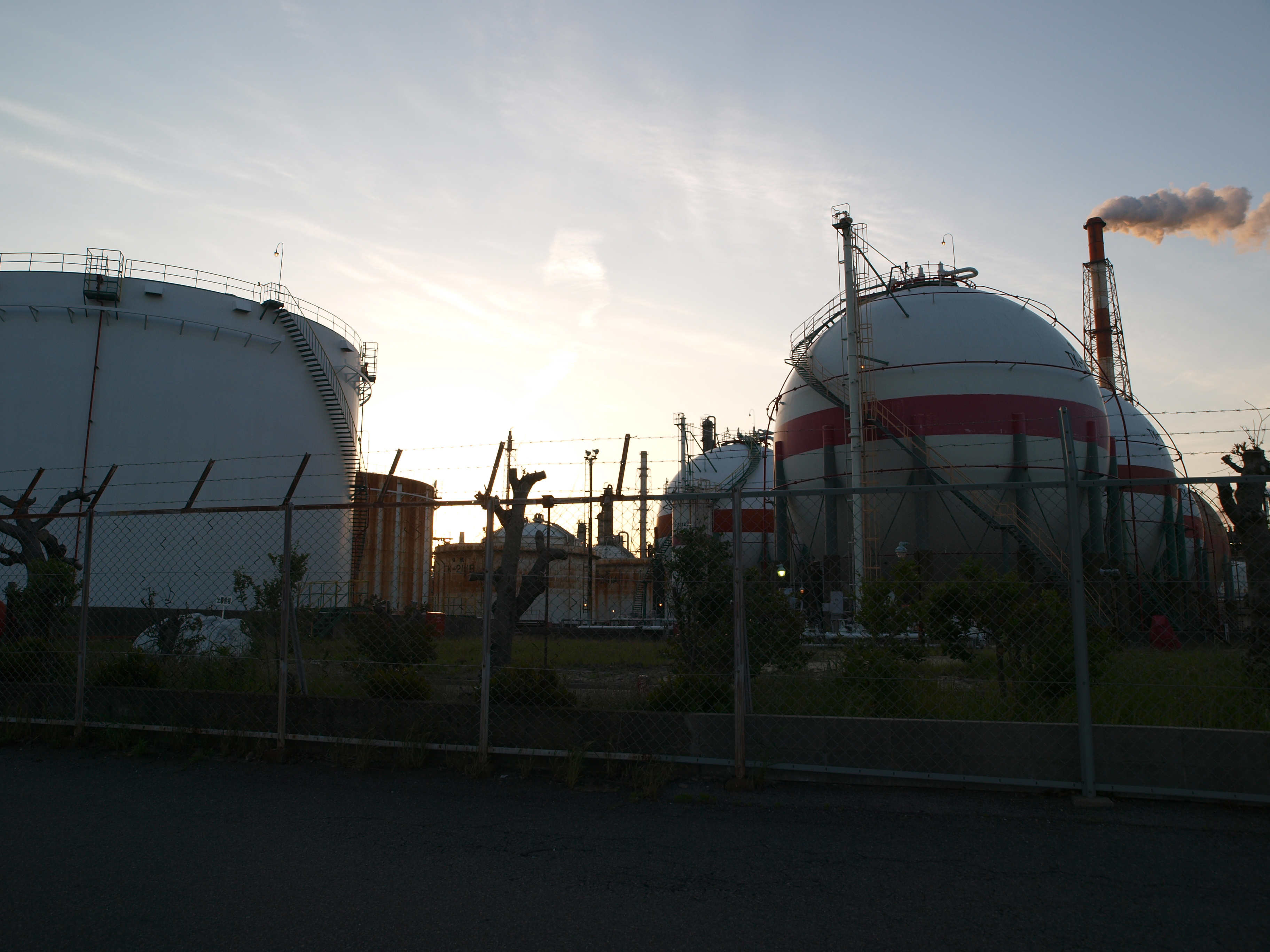
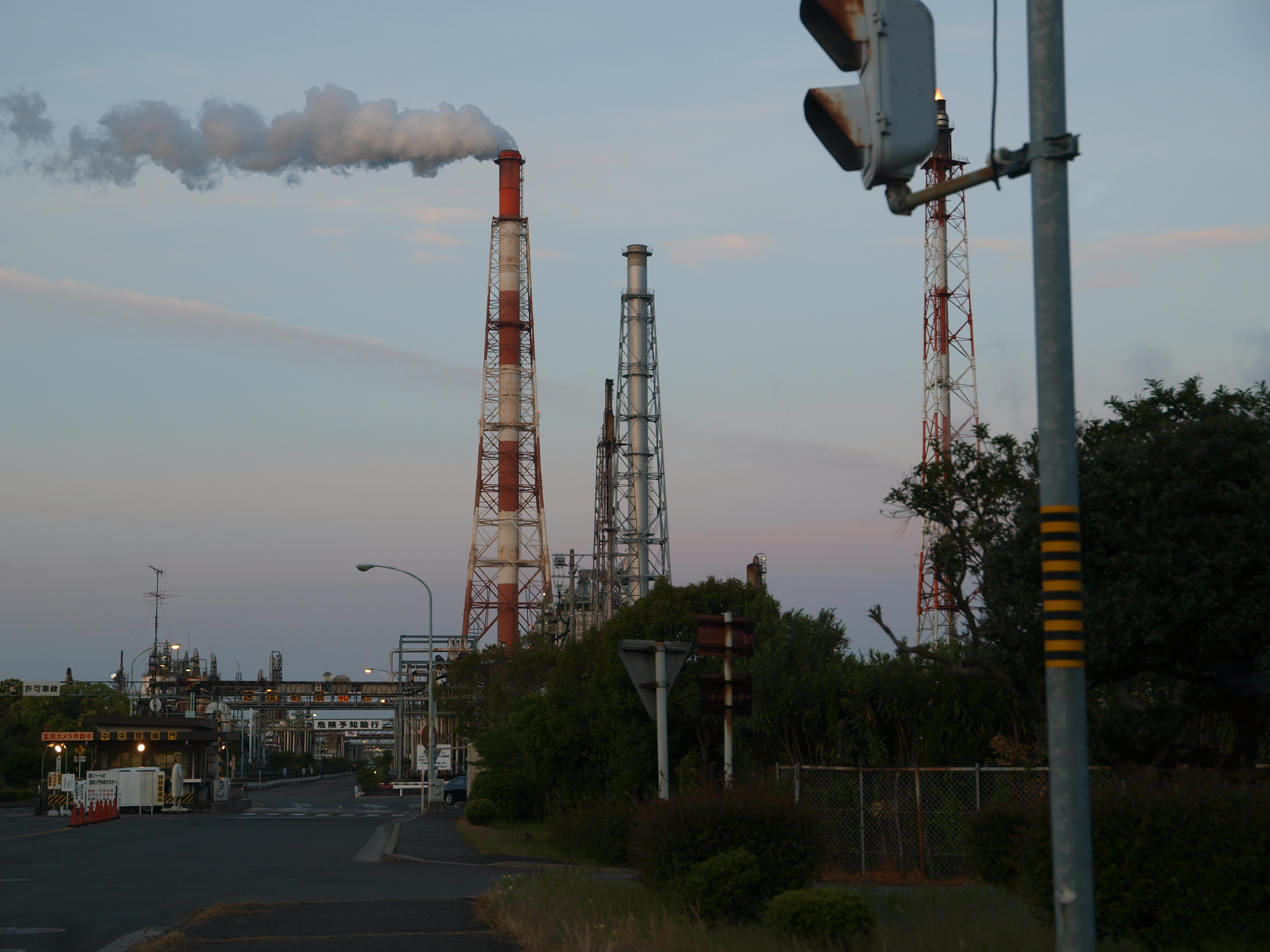
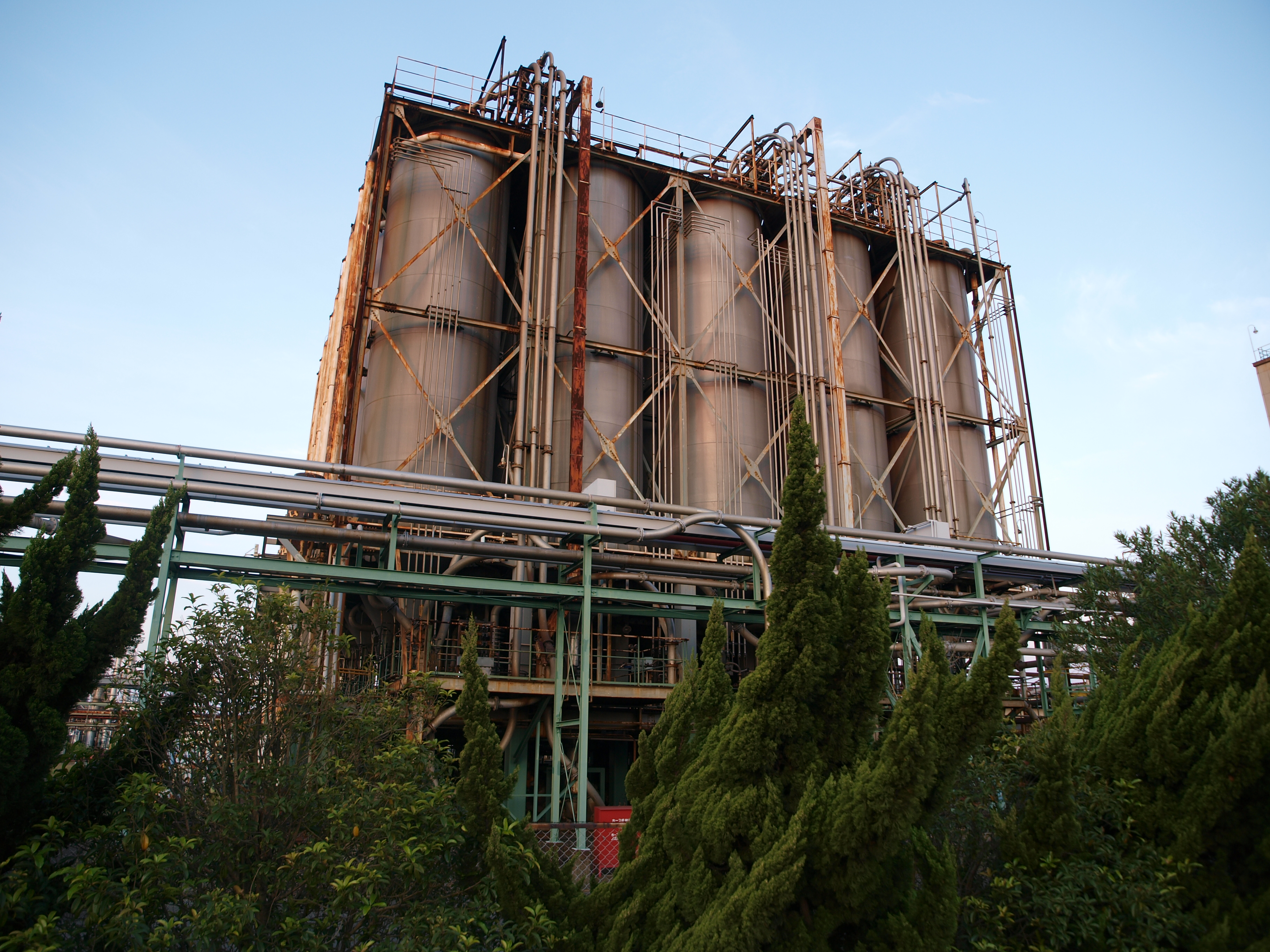
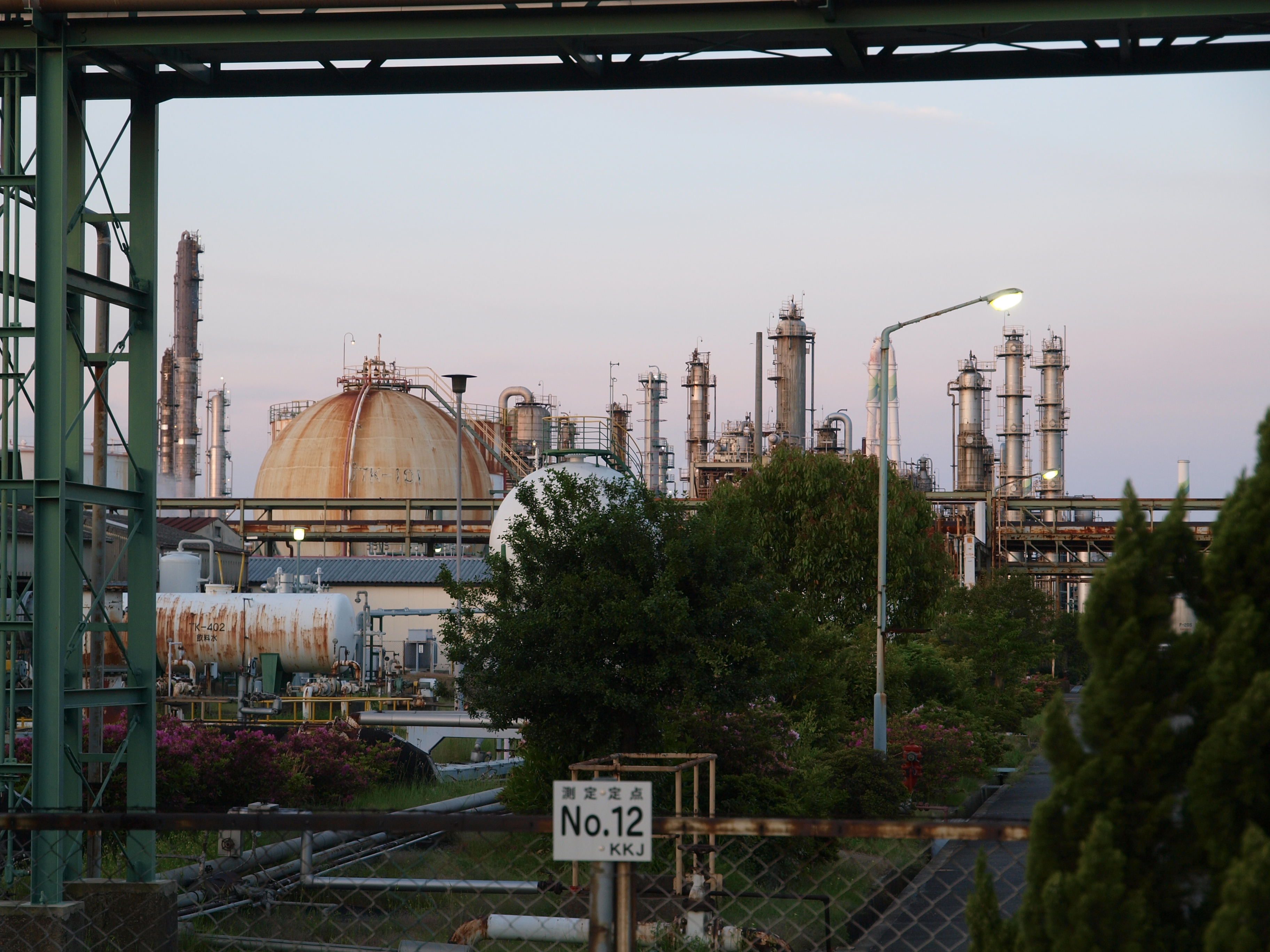
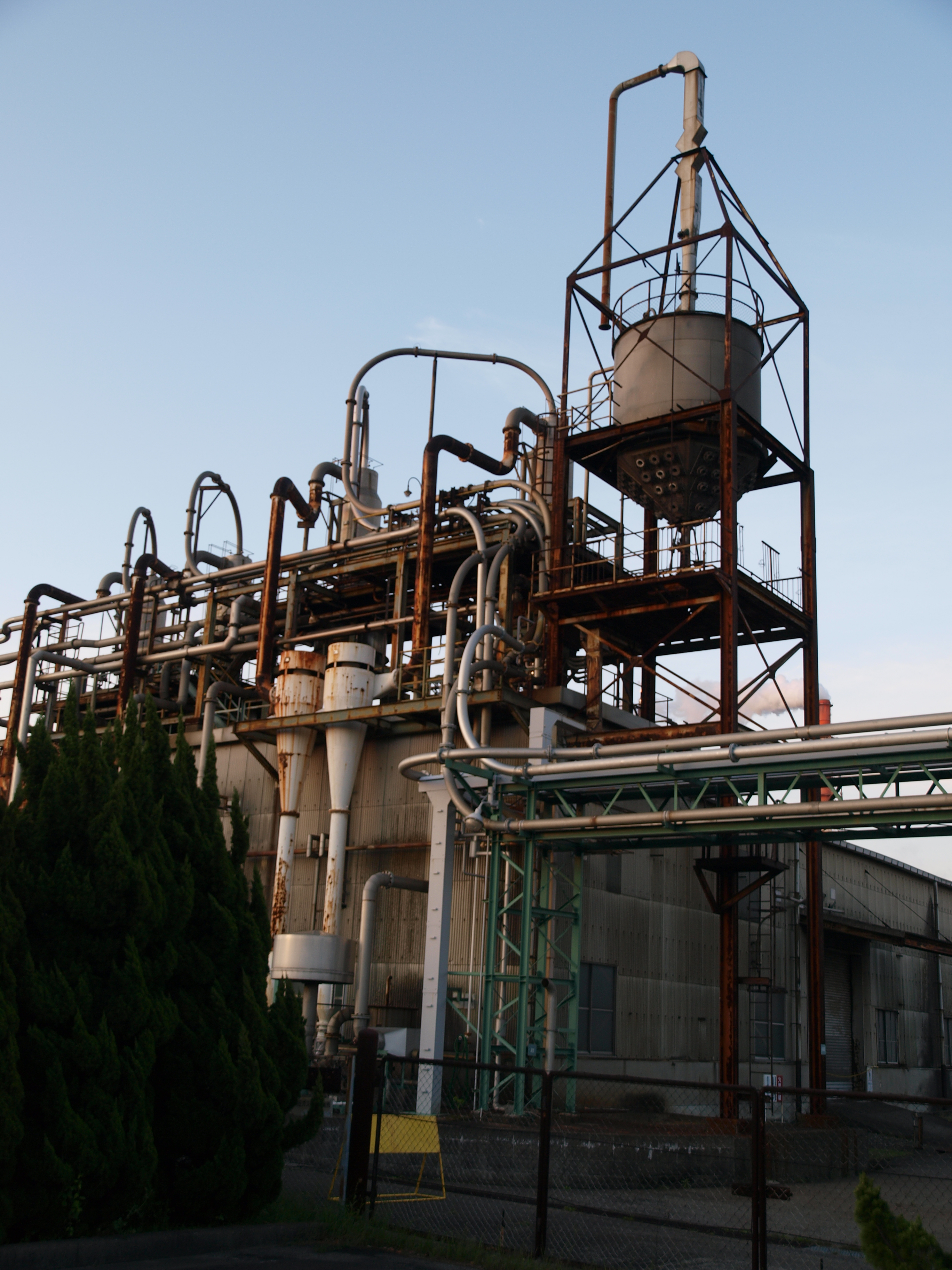
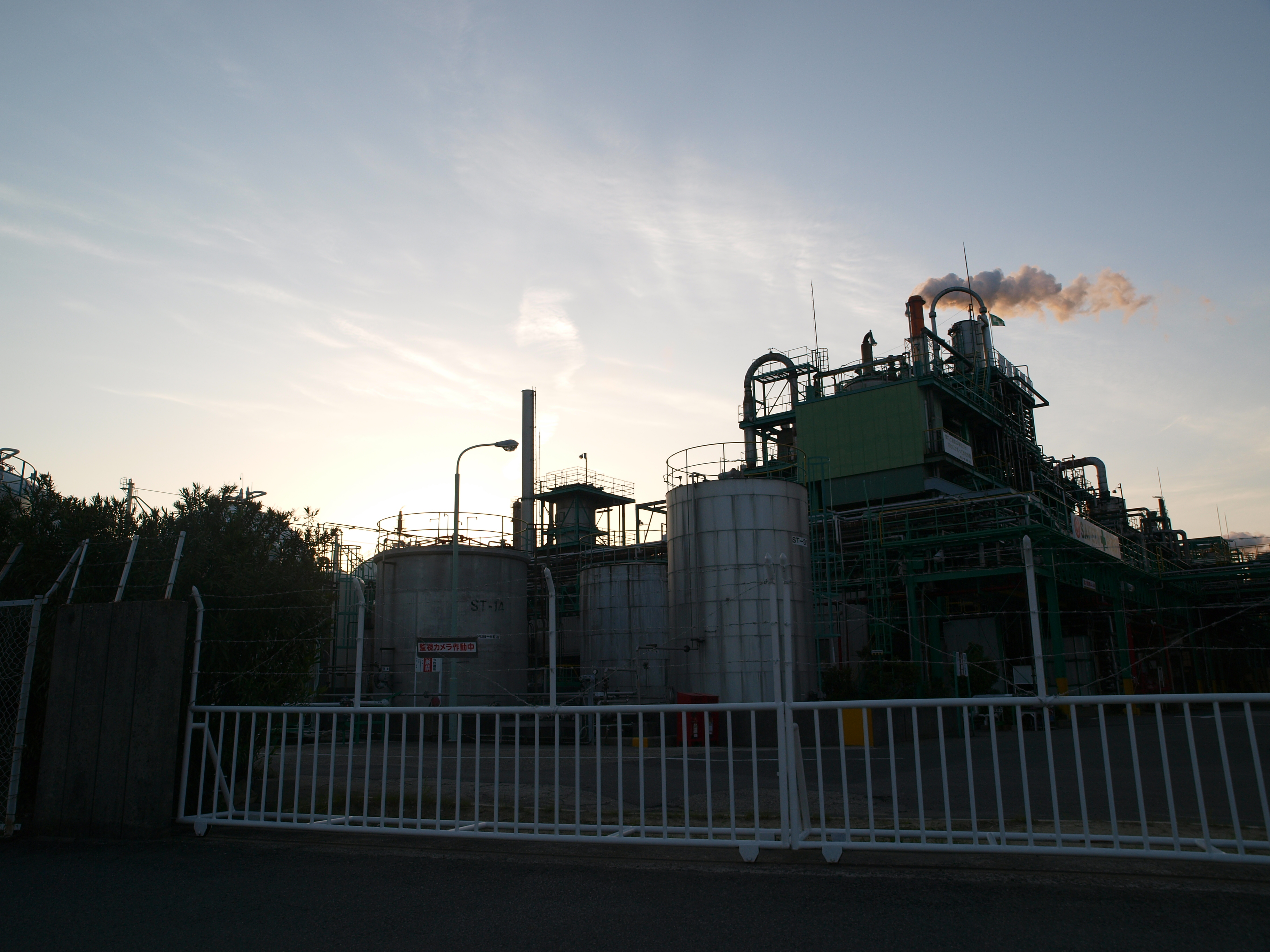
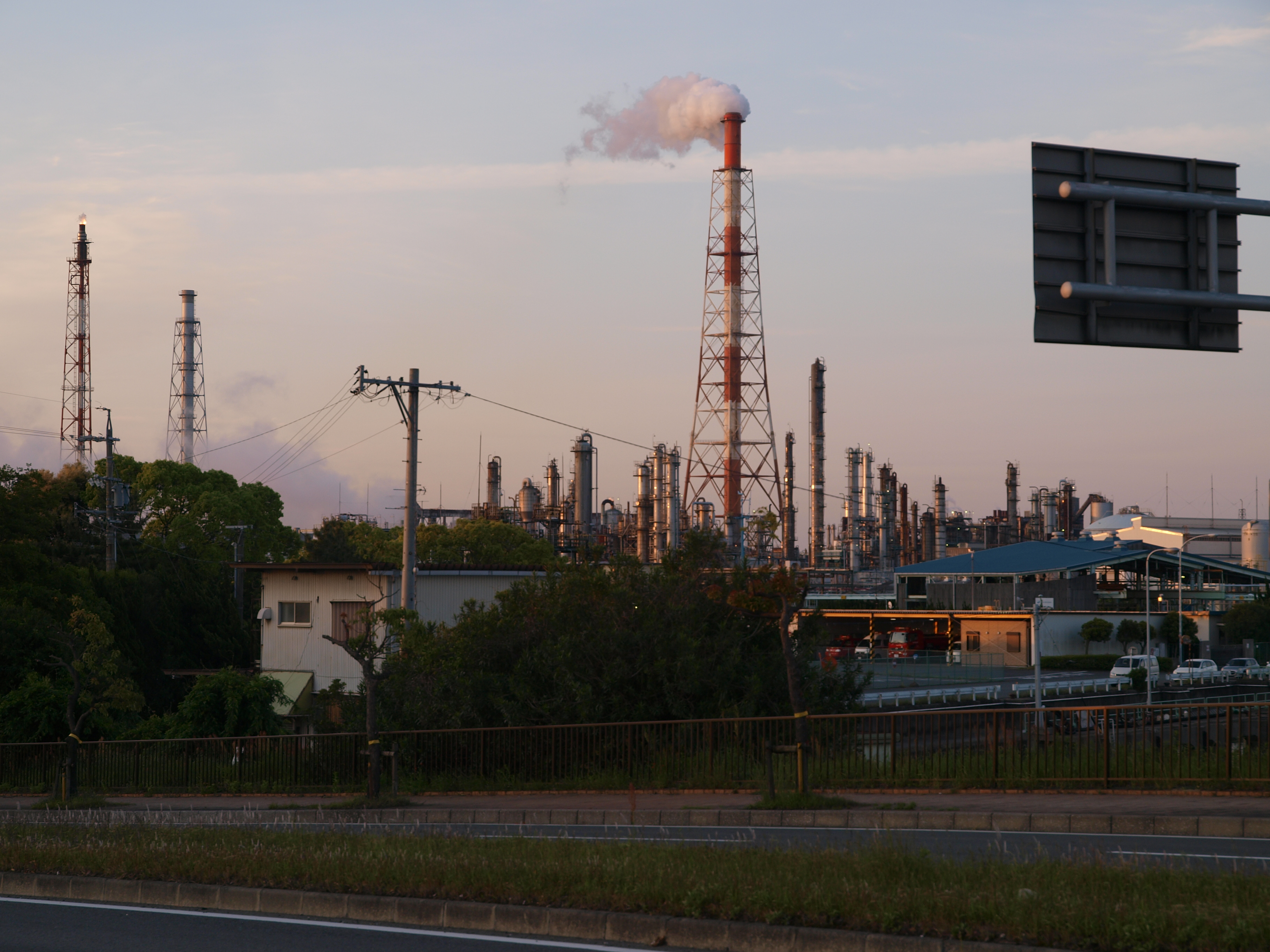
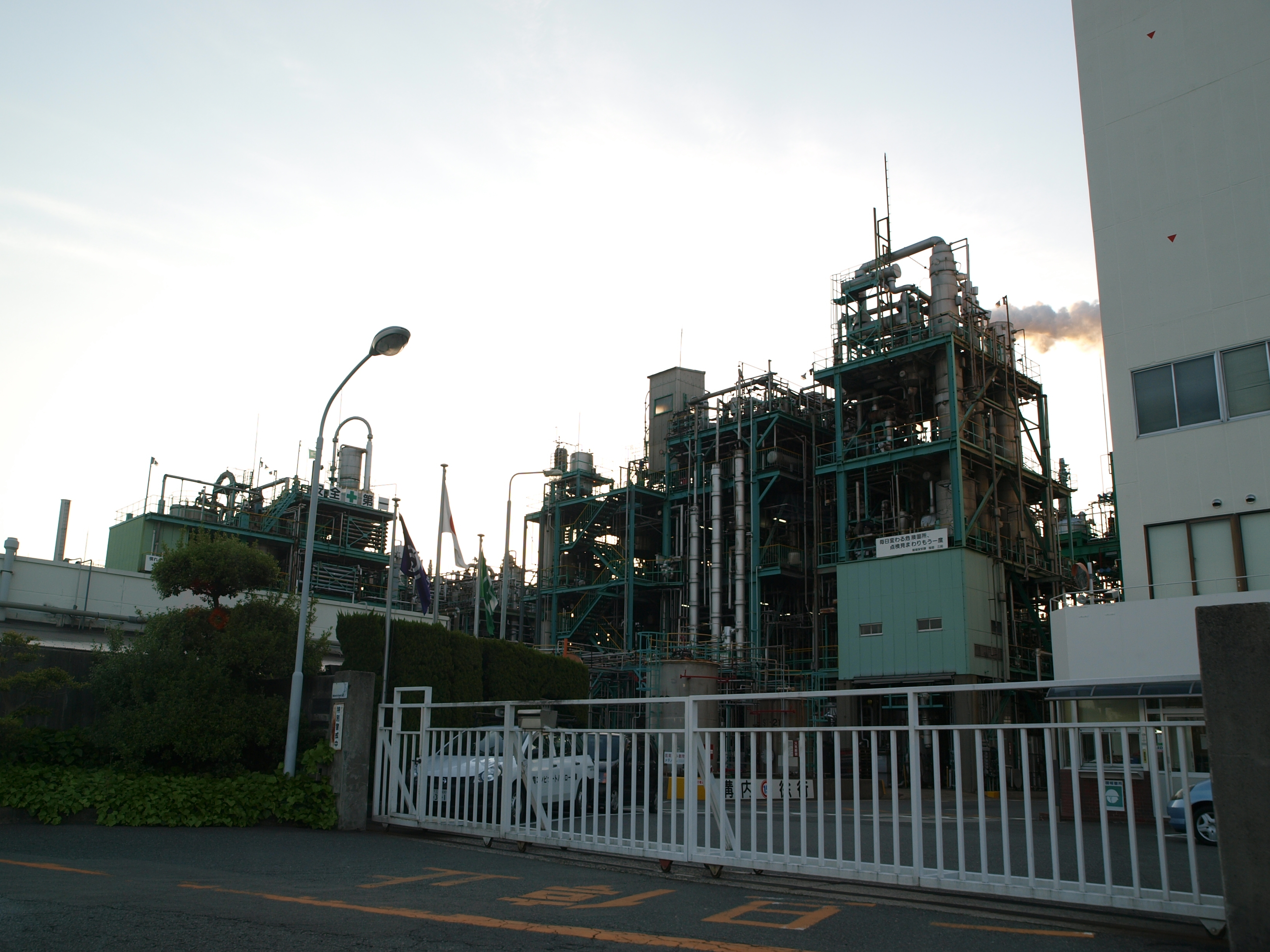

## 註釈·出典
1. ↑  1945年 (80年前)の四日市空襲で焼失した
2. ↑  第二次世界大戦における日本の降伏後のGHQの統治下で行われた財閥解体で分割された
3. ↑  ロシア語: комбинат 日本語: 結合
4. ↑  1942年 (83年前)当時も原油はその殆どが輸入に依存していたが、そのうちの圧倒的割合(90.8%)を示す中東(クウェート)産原油は硫黄含有率が極めて高く(2.5%)、大気汚染の悪化の一因となった。
5. ↑  この埋め立て地には「三郎町」という地名がつけられているが、当時の四日市市長であった吉田千九郎と中部電力の井上五郎·中山善郎の3人の男郎が協力したことが由来である。
6. ↑  いなばポートライン(霞四号幹線)の名前の由来となった

1. ↑  “四日市港について【四日市港の歴史】”.  四日市港客船誘致協議会. 2019年12月1日閲覧。
2. ↑  “昭和44年版公害白書”.  厚生省. 1969年6月1日閲覧。 エラー: 閲覧日がウィキペディアの設立以前の日付です。
3. ↑  “時代の証言者公害 宮本憲 ‐ バラ色の夢と深刻な現実”. 読売新聞 (読売新聞社):  p. 20. (2007年3月14日)
4. ↑  宮本憲一. “四日市の四日市環境再生と『維持可能な都市格のあるまち』を求めて”. 第1回四日市環境再生まちづくりシンポウム.  アジア環境情報ネットワークプロジェクト. 2019年12月1日閲覧。
5. ↑  “四日市公害について”.  四日市公害と環境未来館. 2019年12月1日閲覧。
6. ↑  “四日市公害訴訟判決”.   四日市再生「公害市民塾」. 2019年12月1日閲覧。
7. ↑  “出来事を追って”.   四日市再生「公害市民塾」. 2019年12月1日閲覧。
8. ↑  朴恵淑 編『環境快適都市をめざして 四日市公害からの提言』中央法規出版、2004年1月15日。
9. ↑  『「四日市コンビナート見学会」を開催しました。』（プレスリリース）KHネオケム、2019年2月19日。
10. ↑  『三重大学による四日市コンビナート見学会』（プレスリリース）昭和四日市石油、2014年1月17日。
11. ↑  “コンビナートの形成”.  四日市公害と環境未来館. 2019年12月1日閲覧。
12. ↑  “工場配置図”.  四日市公害と環境未来館. 2019年12月1日閲覧。
13. ↑  “四日市港遊覧船「いなば2」”.  四日市市. 2019年12月1日閲覧。
14. ↑  「ふらっと·ぶらっと·よっかいち 四日市の魅力再発見·改元編 ‐ 平成元年へ出かけよう 7」（pdf）『商工春秋』第787号、四日市商工会議所、2019年10月25日。
15. ↑  “「いなば2」抵当に 四日市 遊覧事業難航か”. 伊勢新聞 (伊勢新聞社). (2008年4月18日).  オリジナルの2008年6月21日時点におけるアーカイブ。
16. ↑  “いなば2、第三者に売却 セラヴィ、市に報告なし 四日市市”. 伊勢新聞 (伊勢新聞社). (2008年6月10日)
17. ↑  “いなば2売却問題 当初、不存在と決定 海事代理士「船価鑑定」”. 伊勢新聞 (伊勢新聞社). (2008年6月12日)
18. ↑  “いなば2の撤去要請 四日市市 「港内遊覧」不履行不問のまま”. 伊勢新聞 (伊勢新聞社). (2008年7月25日)

1. ↑  “国内外拠点”.  石原産業. 2019年12月1日閲覧。
2. ↑  “四日市工場概況” (mp4).  石原産業. 2019年12月1日閲覧。
3. ↑  “グループ企業”.  石原産業. 2019年12月1日閲覧。
4. ↑  “交通アクセス”.  昭和四日市石油. 2019年12月1日閲覧。
5. ↑  “交通·アクセス”.  三菱ケミカル. 2019年12月1日閲覧。
6. ↑  “三重事業所”.  三菱ケミカル. 2019年12月1日閲覧。
7. ↑  “事業所一覧”.  三菱ケミカルシステム. 2019年12月1日閲覧。
8. ↑  “四日市事業所”.  三菱ケミカルエンジニアリング. 2019年12月1日閲覧。
9. ↑  “中部事業所 アクセスマップ”.  MECT. 2019年12月1日閲覧。
10. ↑  “事業所一覧”.  三菱ケミカルフーズ. 2019年12月1日閲覧。
11. 1 2  “倉庫保管”.  三菱ケミカル物流. 2019年12月1日閲覧。
12. 1 2  “企業概要”.  四日市合成. 2019年12月1日閲覧。
13. ↑  “株式会社ENEOSマテリアル 四日市工場”.  ENEOSマテリアル . 2019年12月1日閲覧。
14. ↑  “拠点紹介”.  パナソニック. 2019年12月1日閲覧。
15. ↑  “三菱ケミカル(株)四日市事業所地図”.  三菱ケミカル. 2019年12月1日閲覧。
16. ↑  “会社案内”.  E‐TEC. 2019年12月1日閲覧。
17. 1 2  “事業所一覧”.  JSP. 2019年12月1日閲覧。
18. ↑  “東海事業所”.  味の素. 2019年12月1日閲覧。
19. ↑  “東海工場”.  味の素. 2019年12月1日閲覧。
20. 1 2 3  “日本の主な拠点”.  BASFジャパン. 2019年12月1日閲覧。
21. ↑  “四日市工場”.  三菱ガス化学. 2019年12月1日閲覧。
22. ↑  “事業所/関連会社”.  東邦化学工業. 2019年12月1日閲覧。
23. ↑  “事業所一覧”.  エラストミックス. 2019年12月1日閲覧。
24. ↑  “会社概要”.  日本アエロジル. 2019年12月1日閲覧。
25. ↑  “事務所一覧”.  大陽日酸エネルギー. 2019年12月1日閲覧。
26. ↑  “拠点一覧”.  日本トランスシティ. 2019年12月1日閲覧。
27. ↑  “事業所”.  三菱マテリアル. 2019年12月1日閲覧。
28. ↑  “四日市工場”.  三菱マテリアル. 2019年12月1日閲覧。
29. ↑  “事業所所在地”.  昭石化工. 2019年12月1日閲覧。
30. ↑  “組織図·営業拠点”.  ロンビック. 2019年12月1日閲覧。
31. ↑  “国内拠点”.  日通·パナソニックロジスティクス. 2019年12月1日閲覧。
32. ↑  “事業所一覧”.  ライオン·スペシャリティ·ケミカルズ. 2019年12月1日閲覧。
33. ↑  “拠点一覧”.  中部海運. 2019年12月1日閲覧。
34. ↑  “三重工場”.  新菱. 2019年12月1日閲覧。
35. ↑  “リサイクルテック四日市工場”.  新菱. 2019年12月1日閲覧。
36. ↑  “本社”.  スズカファイン. 2019年12月1日閲覧。
37. ↑  “事業所·関連会社”.  太陽化学. 2019年12月1日閲覧。
38. ↑  “会社概要”.  中部エコテクノロジー. 2019年12月1日閲覧。
39. ↑  “事業拠点”.  日本カラリング. 2019年12月1日閲覧。
40. ↑  “会社概要”.  日本カラリング. 2019年12月1日閲覧。
41. ↑  “四日市工場アクセスマップ”.  ユニオン昭和. 2019年12月1日閲覧。
42. ↑  “四日市事業所”.  日本板硝子. 2019年12月1日閲覧。
43. 1 2  “ネットワーク(国内拠点)”.  第一工業製薬. 2019年12月1日閲覧。
44. 1 2  “四日市製油所”.  コスモ石油. 2019年12月1日閲覧。
45. 1 2  “事業所一覧”.  コスモ石油ルブリカンツ. 2019年12月1日閲覧。
46. ↑  “四日市火力発電所”.  JERA. 2019年12月1日閲覧。
47. 1 2  “四日市工場 地図”.  KHネオケム. 2019年12月1日閲覧。
48. ↑  “四日市工場案内図”.  昭和電工ガスプロダクツ. 2019年12月1日閲覧。
49. ↑  “四日市事業所”.  東ソー. 2019年12月1日閲覧。
50. ↑  “アクセス”.  大洋塩ビ. 2019年12月1日閲覧。
51. ↑  “会社案内”.  霞共同事業. 2019年12月1日閲覧。
52. ↑  “事業所”.  上野製薬. 2019年12月1日閲覧。
53. ↑  “[https://industry.airliquide.jp/alj-profile 日本エア・リキード
 会社概要]”.  日本エア・リキード. 2019年12月1日閲覧。
54. ↑  “四日市工場”.  DIC. 2019年12月1日閲覧。
55. ↑  “四日市エルピージー基地株式会社”.  ジクシス. 2019年12月1日閲覧。
56. ↑  “四日市LNGセンター”.  JERA. 2019年12月1日閲覧。
57. ↑  “四日市工場”.  丸善石油化学. 2019年12月1日閲覧。
58. ↑  “四日市工場ご案内図”.  日本ポリプロ. 2019年12月1日閲覧。
59. ↑  “四日市工場”.  JNC石油化学. 2019年12月1日閲覧。
60. ↑  “POSCO Japan PC株式会社”.  POSCO Japan PC. 2019年12月1日閲覧。